# Hartney Merwin's Adventure
Hartney Merwin's Adventure è un cortometraggio muto del 1915 diretto da E.A. Martin. Da un soggetto brillante di Doty Hobart, il film, prodotto dalla Selig Polyscope Company, aveva come interpreti William Stowell, Edwin Wallock, Marion Warner.

## Trama
Non credendo che esista ancora la possibilità di vivere una vita di avventure o di romanticismo, Hartney Merwin scommette su questo con alcuni amici. Uno di questi, Hal Dart, complotta con la sorella Grace per dare a Merwin l'avventura che cerca. La giovane, che Merwin non conosce, si ammanta di fascino e lo convince a seguirla in un cottage dove Merwin si convince di essere stato portato nella base di una banda di falsari. In realtà, i supposti malviventi sono tutti i giovani di mondo amici di Dart che si sono prestati alla farsa per scuotere le certezze di Merwin. Il giovane, preso finalmente dall'entusiasmo, ingaggia battaglia contro i falsari, portando in salvo la ragazza e chiamando la polizia. I falsi falsari riescono a spiegare tutto agli agenti e poi se ne vanno a casa a curarsi i lividi. Merwin e Grace visitano il club e spiegano di essersi sposati dopo il grande scontro e il "salvataggio" di Grace. Merwin perde la scommessa, perché la vita può essere ancora rocambolesca, ma rimane convinto di averla, nonostante tutto, vinta perché gli ha regalato una moglie affascinante.

## Produzione
Il film fu prodotto dalla Selig Polyscope Company.

## Distribuzione
Distribuito dalla General Film Company, il film - un cortometraggio in una bobina - uscì nelle sale cinematografiche statunitensi il 21 dicembre 1915.